# Sankō-jinja
Le Sankō-jinja (三光神社) est un sanctuaire shinto situé sur la colline mont Sanada (真田山, Sanada-yama) dans l'arrondissement Tennōji-ku d'Osaka, au Japon.
Le site du sanctuaire abrite une statue du samouraï Sanada Yukimura et l'ouverture d'un tunnel qui aurait autrefois été en relation avec le château d'Osaka.

## Galerie d'images

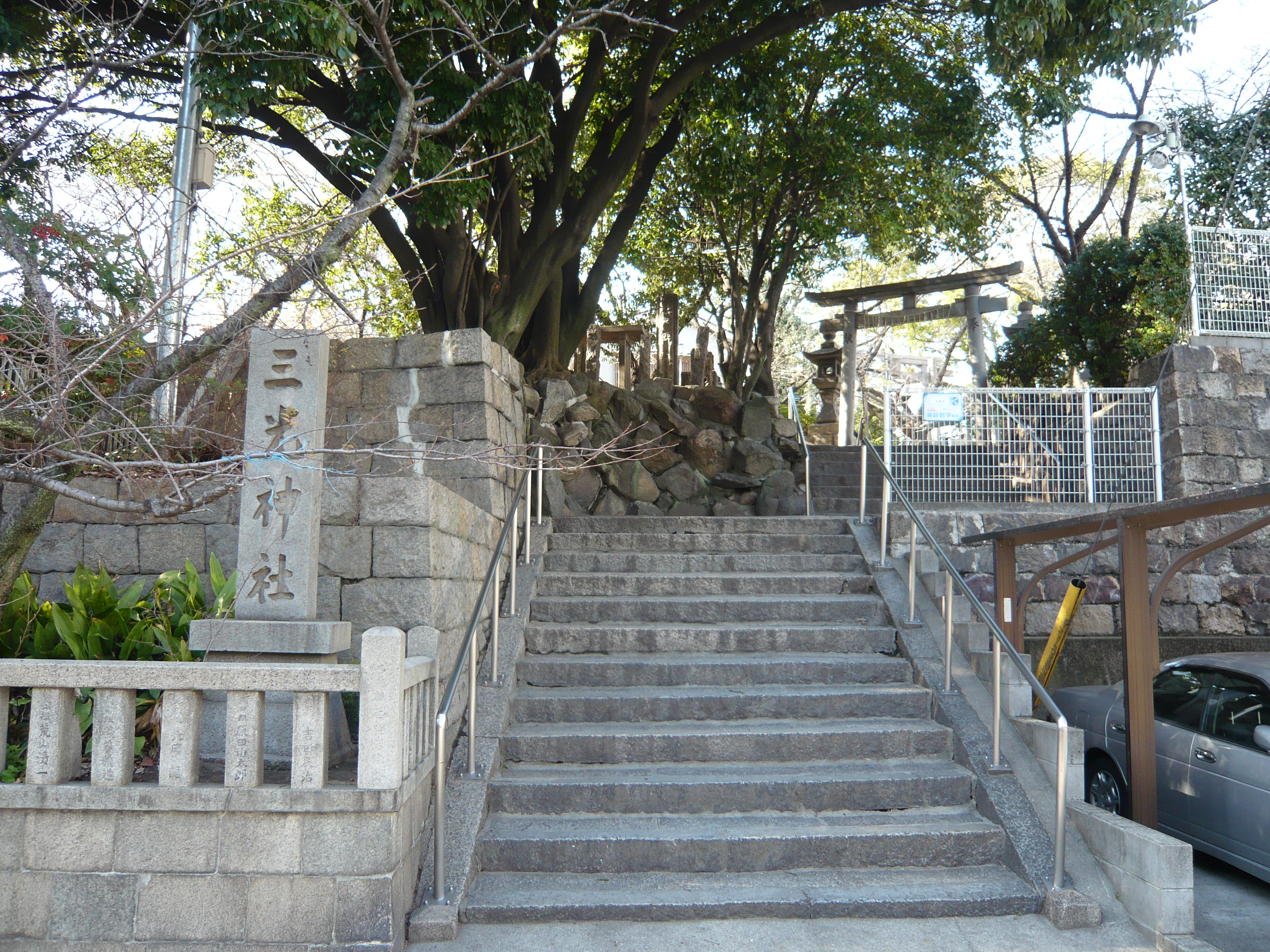
Entrée du sanctuaire.
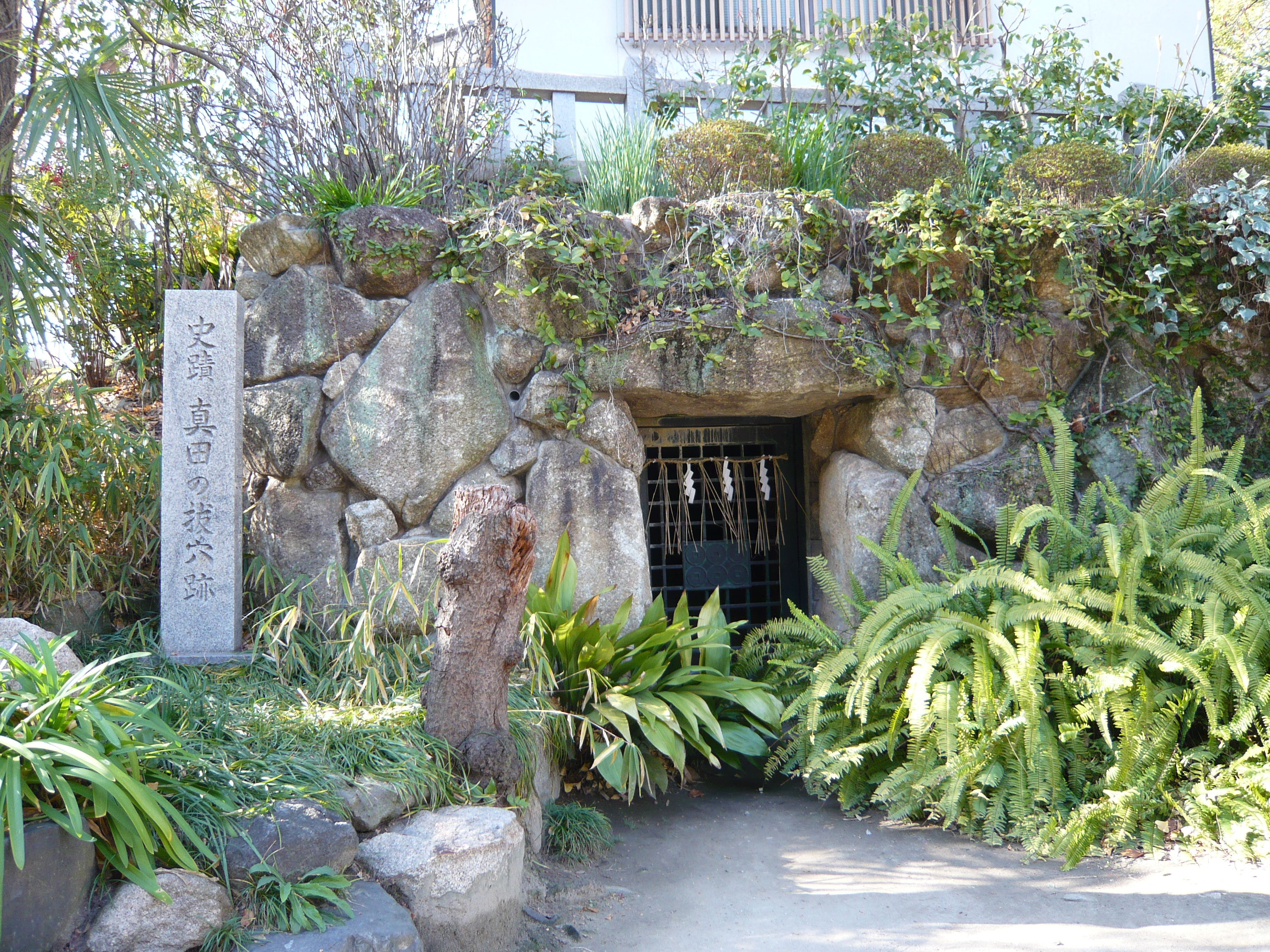
Tunnel vers le château d'Osaka.